# Helene von Druskowitz

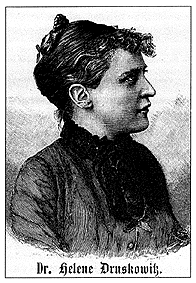
Helene Druskowitz (ohne Jahr, ohne Autor)

Helene von Druskowitz (* 2. Mai 1856 in Hietzing bei Wien als Helena Maria Franziska Druschkovich; † 31. Mai 1918 in Mauer-Öhling, auch Druscowitz oder Druscowicz) war eine österreichische Philosophin, Autorin, Literatur- und Musikkritikerin.

## Leben
Helene von Druskowitz durchlief erst den klassischen Bildungsweg einer höheren Tochter, da in ihrer Jugend für ein Mädchen in Österreich-Ungarn kein Universitätsstudium möglich war. Sie wurde am Konservatorium in Wien zur Pianistin ausgebildet. 1874 zog sie gemeinsam mit ihrer verwitweten Mutter nach Zürich, wo Frauen bereits seit 1867 zum regulären Studium zugelassen waren.
Nach ihrem Studium der Philosophie, Archäologie, Germanistik, Orientalistik und modernen Sprachen wurde sie 1879 mit 22 Jahren als erste Österreicherin und als zweite Frau an der Universität Zürich (nach Stefania Wolicka) mit einer Arbeit über Lord Byrons Don Juan zum Dr. phil. promoviert. Sie selbst führte den weiblichen Titel „Doktorin“ und verwendete für Philosophie den deutschen Begriff Weltweisheit, mit dem der Gegensatz zur Theologie oder kirchlichen Philosophie hervorgehoben wurde.
Im Anschluss an ihre Promotion arbeitete von Druskowitz als Dozentin für Literaturgeschichte an verschiedenen Universitäten und hielt Vorträge in Deutschland, Frankreich, Spanien und Italien. Sie publizierte über Immanuel Kant, Arthur Schopenhauer, Herbert Spencer und Paul Rée. 1881 begegnete sie Marie von Ebner-Eschenbach, von der sie in ihren literarischen Zirkel aufgenommen wurde. Sie fand Anschluss zu Meta von Salis und lernte Friedrich Nietzsche und Lou Andreas-Salomé kennen. Sie gab Zeitschriften zur Frauenemanzipation heraus. Das Lexikon der Frau nennt den Heiligen Kampf und Der Fehderuf als Frauenrevuen, die sie gründete, während sie „Schriften für die Frauenbewegung“ verfasste.
Friedrich Nietzsche war zunächst von der 12 Jahre jüngeren Helene von Druskowitz und ihrer philosophischen Gesprächsfähigkeit angetan und schrieb in einem Brief vom 22. Oktober 1884 an seine Schwester Elisabeth:
Nachmittags machte ich einen langen Spaziergang mit meiner neuen Freundin Helene Druscowitz, welche einige Häuser weit von der Pension Neptun mit ihrer Mutter wohnt: sie hat sich von allen mir bekannt gewordenen Frauenzimmern bei weitem am ernstesten mit meinen Büchern abgegeben, und nicht umsonst. Sieh einmal zu, wie Dir ihre letzten Schriften gefallen ... Ich meine, es ist ein edles und rechtschaffnes Geschöpf, welches meiner ›Philosophie‹ keinen Schaden tut.
Er erhoffte sich in ihr eine Jüngerin und schickte ihr seine Bücher; aber Nietzsches Einstellung gegenüber Frauen machte von Druskowitz zu seiner schärfsten Kritikerin. In Moderne Versuche eines Religionsersatzes von 1886 sprach von Druskowitz Nietzsche jegliche philosophische Qualifikation ab. Dabei imitierte sie teilweise Nietzsches Stil und stilisierte sich zu einer „Gegenzarathustra“. In einer Fußnote ihres Buchs über Eugen Dühring fasst sie ihr Urteil über Nietzsche in den Worten zusammen:
Wir fürchten daß in die Kategorie der „physiologisch Verunglückten“ Allen voran Professor Nietzsche selbst wird einzureihen sein. Denn es kommt ihm immer mehr der Sinn für einfach menschliche Empfindungen und für natürliches Denken abhanden, er schwelgt in immer haltloseren und zugleich gefährlicheren Paradoxien, gefällt sich in immer abstoßenderem Gesalbader, und Großmannsucht und Dünkelhaftigkeit nehmen immer bedenklichere Dimensionen bei ihm an. Wir erinnern die Leser seiner letzten Schriften, mit welcher unbeschreiblichen Verachtung er, und er thut es unzählige Male, von jenen spricht, die das Unglück haben, „pöbelhaft“ zu sein, und welch’ abgöttische Verehrung er mit den „Vornehmen“ treibt. Schließlich ergibt sich aber, daß seine Auffassung der Vornehmheit eine völlig verkehrte ist, da Napoleon I. als „das fleischgewordene Problem des vornehmen Ideals an sich“ bezeichnet wird. […] Einer der glänzendsten Stilisten und geistvollsten Köpfe unserer Zeit, täuscht er sich und die Welt über die gleichwohl bestehende Insufficienz seines Wesens und den Mangel an selbstständigen Gedanken, es wären denn solche, die jeder Haltbarkeit und Berechtigung entbehren. So ist er nach jahrzehntelangem Umhertasten zu Resultaten gelangt, die mit Leichtigkeit ad absurdum können geführt oder geradezu als ungeheuerlich müssen bezeichnet werden, wie z. B. die Behauptung, daß die fortschreitende „Moralisirung“ der Menschheit den Untergang des höheren menschlichen Typus bedeute, eine Anschauung, die eben in einer grundfalschen Auffassung des Humanitätsideals wurzelt.
Als Intellektuelle und Lesbe war Druskowitz eine gesellschaftliche Außenseiterin. Sie setzte sich in ihren Schriften für die absolute Gleichberechtigung der Geschlechter ein, vertrat jedoch einen konsequenten Differenzfeminismus. Mindestens in den Jahren 1886–1887 war sie ordentliches Mitglied im Verein der Schriftstellerinnen und Künstlerinnen Wien.

### Krankheit und Tod
1886 starb ihr Bruder und 1888 ihre Mutter. Helene von Druskowitz geriet mehr und mehr in Alkohol- und Drogenprobleme. Als sich 1891 ihre langjährige Lebensgefährtin, die Sängerin Therese Malten, von ihr trennte, geriet sie in eine existenzielle Krise und rutschte endgültig in den Alkoholismus.
Anfang September 1891 kam Helene von Druskowitz nach Wien, um Verwandte zu besuchen. Dort brach bei ihr eine psychische Erkrankung aus, die gerichtlich festgestellt wurde und Anfang Oktober 1891 zu ihrer Einweisung in die niederösterreichische Landes-Irrenanstalt führte. Bis zu ihrem Tod blieb sie in verschiedenen psychiatrischen Anstalten interniert, zuletzt in der Heilanstalt von Mauer-Oehling, wo sie Ende Mai 1918 an der Ruhr starb. Sie veröffentlichte 1905 noch ihre Antwort auf die 1900 erschienene und viel beachtete Schrift Über den physiologischen Schwachsinn des Weibes des Leipziger Neurologen Paul Julius Möbius: Pessimistische Kardinalsätze. Ein Vademekum für die freiesten Geister. Der Text wurde 1988 unter dem Titel Der Mann als logische und sittliche Unmöglichkeit und als Fluch der Welt wieder aufgelegt.
2008 wurde in Wien-Hietzing, Druskowitz’ ehemaligem Wohnbezirk, eine kleine Grünfläche an der Ecke Wolkersbergenstraße / Biraghigasse als Helene-Druskowitz-Park benannt.

## Werk
Druskowitz' frühes philosophisches Werk zeichnet sich durch eine ausgeprägte Religionskritik aus und beinhaltet den Versuch, die Religion durch eine nicht-religiöse Weltanschauung zu ersetzen. Dabei kritisiert sie jedoch die Wertfreiheit bzw. Wertüberheblichkeit Nietzsches, für den der Übermensch jenseits von Gut und Böse steht, und behauptet statt der kantischen Transzendentalien biologische: der Körper entscheide über Gut und Böse und die Menschen wüssten genau, was gut und was böse sei; dies sei eben nicht gänzlich ins Belieben und Gutdünken gestellt.
Ihr spätes Werk ist geprägt von entschiedener Misandrie. In ihrem Bild von der Zukunft der Menschheit zerstören Männer die Welt und die Frauen dienen ihnen als „Führerinnen in den Tod“. Zur Beschleunigung dieses Vorgangs empfiehlt Druskowitz eine konsequente Geschlechtertrennung und die Homosexualität, um „das Aussterben des menschlichen Geschlechts“ voranzutreiben.
Auch in ihren Theaterstücken äußert sie scharfe Kritik an ihren Mitmenschen. In der Komödie Die Emanzipationsschwärmerin kritisiert sie die heterosexuellen Geschlechtsverräterinnen, die aus „Emancipationsgründen“ an der Universität studierten und dort mit „konfusen Reden über die Frauenfrage“ den Betrieb störten, um „die Aufmerksamkeit der Männer zu erregen“.

## Veröffentlichungen
Druskowitz publizierte auch unter den Pseudonymen Adalbert Brunn, Erna (von Calagis), H. Foreign, (Frl.) E. (von) René, H. Sackorausch, Sacrosanct. Eine Bibliographie ist immer noch ein Desiderat. Das Folgende verdankt sich insbesondere der Österreichischen Nationalbibliothek / Ariadne. Die mit Sternchen (*) gezeichneten Arbeiten wurden ohne Autopsie aus dem Lexikon der Frau (Zürich 1953) übernommen.

### Wissenschaftliches
- Über Lord Byron’s Don Juan. Eine litterarisch-ästhetische Abhandlung. Zürcher und Furrer, Zürich 1879, OCLC 637221766 Dissertation Universität Zürich, 1879, 58 Seiten, Referent: Andreas Ludwig Kym.
- Percy Bysshe Shelley. Robert Oppenheim, Berlin 1884 (Digitalisat).
- Drei englische Dichterinnen. Joanna Baillie – Elizabeth Barrett Browning – George Eliot. Essays. Robert Oppenheim, Berlin 1885, OCLC 6696737 (Austrian Literatur Online Universität Innsbruck, 246 Seiten).
- Moderne Versuche eines Religionsersatzes. Ein philosophischer Essay. G. Weiß, Heidelberg 1886. (Digitalisat und Volltext im Deutschen Textarchiv)
- Wie ist Verantwortung und Zurechnung ohne Annahme der Willensfreiheit möglich? Eine Untersuchung. G. Weiß, Heidelberg 1887.
- Zur neuen Lehre. Betrachtungen. Weiß, Heidelberg 1888. Neuausgabe Hofenberg, Berlin 2021, ISBN 978-3-7437-3416-6.
- Zur Begründung einer überreligiösen Weltanschauung. Weiß, Heidelberg 1889.
- Eugen Dühring. Eine Studie zu seiner Würdigung. Weiß, Heidelberg 1889 (Digitalisat).
- Der freie Transzendentalismus oder Die Überwelt ohne Gott. 1900.
- Ethischer Pessimismus. 1903. (*)
- Philosophischer Rundfragebogen. Entwurf, datiert Februar 1903.[7]
- von Erna [Helene von Druskowitz]: Pessimistische Kardinalsätze: ein Vademekum für die freiesten Geister. Herrose & Ziemsen, Wittenberg [1905], OCLC 249038086, (online von ngiyaw, Wikisource). Neu herausgegeben von Traute Hensch unter dem Titel: Der Mann als logische und sittliche Unmöglichkeit und als Fluch der Welt. Pessimistische Kardinalsätze. Kore, Freiburg im Breisgau 1988, ISBN 3-926023-16-3. Neuausgabe Hofenberg, Berlin 2021, ISBN 978-3-7437-3861-4

### Literarisches
- (E. v. René:) Sultan und Prinz. Trauerspiel in 5 Aufzügen. Wallishausser, Wien 1881 (Digitalisat).
- (Erich René:) Der Präsident vom Zither-Club. Original-Posse in 4 Aufzügen. Alwin Arnold, Dresden-Blasewitz [ca. 1884] (Digitalisat).
- (Adalbert Brunn:) Aspasia. Lustspiel in 5 Aufzügen. Petzold, Dresden 1889 (Digitalisat).
- Die Emancipations-Schwärmerin. Lustspiel in fünf Aufzügen (neue Ausgabe von Aspasia) und dramatische Scherze. Petzold, Dresden 1890.
- International. Dramatischer Scherz in 3 Akten. Metzger & Wittig, Leipzig 1890 (Digitalisat).
- Die Pädagogin. Dramatischer Scherz in drei Akten. Metzger & Wittig, Leipzig 1890 (Digitalisat).
- Das Männerproletariat oder die Fällung des Mannes als Tier und Denker. 1900. (*)
- Teilung der Städte nach Geschlechtern. 1901. (*)
- Schein und Sein. Gedichte 1904. (*)

### Aufsätze (Auswahl)
- Conrad Ferdinand Meyer. In: Neue Illustrirte Zeitung. Band 2, Nr. 47. Wien 20. August 1882, S. 739 (Digitalisat [abgerufen am 31. Mai 2023]).